# Ploumagoar
Ploumagoar é uma comuna francesa na região administrativa da Bretanha, no departamento Côtes-d'Armor. Estende-se por uma área de 32,16 km². Em 2010 a comuna tinha 5 510 habitantes (densidade: 171,3 hab./km²).